# كندة سورة (بلة كة)
کندة سورة (بالفارسية: کنده سوره) هي قرية تقع في إيران في قسم بلة کة الريفي. يقدر عدد سكانها بـ 736 نسمة بحسب إحصاء 2016.